# Vodní nádrž Těrlicko
Těrlická přehrada je údolní nádrž vybudovaná v letech 1955 až 1964 za účelem zásobování dolů a Třineckých železáren provozní vodou. K jejím dalším účelům patří ochrana před povodněmi, nadlepšování průtoků ve Stonávce a v současné době především rekreace. V sedmdesátých letech byl v souvislosti se zajišťováním provozní vody pro Elektrárnu Dětmarovice vybudován přivaděč z Ropičanky. Při výstavbě došlo k zatopení části obce Těrlicko, na jejímž území se přehrada nachází, a také silnice I/11 z Ostravy do Českého Těšína. Proto byla vybudována přeložka této silnice, která vede podél jižního okraje přehrady.

## Technické údaje
Zemní přehradní hráz se šikmým sprašovým těsnicím jádrem má celkový objem 770 000 m3. Do stabilizační části hráze z místních štěrků a štěrkopísků byla částečně použita i vypálená haldovina. Podloží hráze náleží k vnějšímu pásmu karpatského flyše, pro něhož je typické střídání břidlic, jílovců a pískovců. Pod hrází je provedena jednořadá injekční clona.

## Rekreace
Těrlická přehrada skýtá možnosti celoroční rekreace. V zimě lze při zamrznutí bruslit, v létě je přehrada využívána ke koupání, rybaření, projížďkám na loďkách či vodních lyžích.

U jižního břehu přehrady a podél meandrů Stonávky při jejím ústí do přehrady vede naučná stezka Těrlické mokřady. Návštěvníci se na informačních tabulích seznámí nejen s řekou Stonávkou, ale i s hlavními dřevinami a rostlinami lužních lesů a vodních ploch a jejich zajímavými obyvateli. Kolem přehrady také vede cyklistická trasa č. 56, po níž je veden cyklistický okruh euroregionem Těšínské Slezsko.

## Fotogalerie

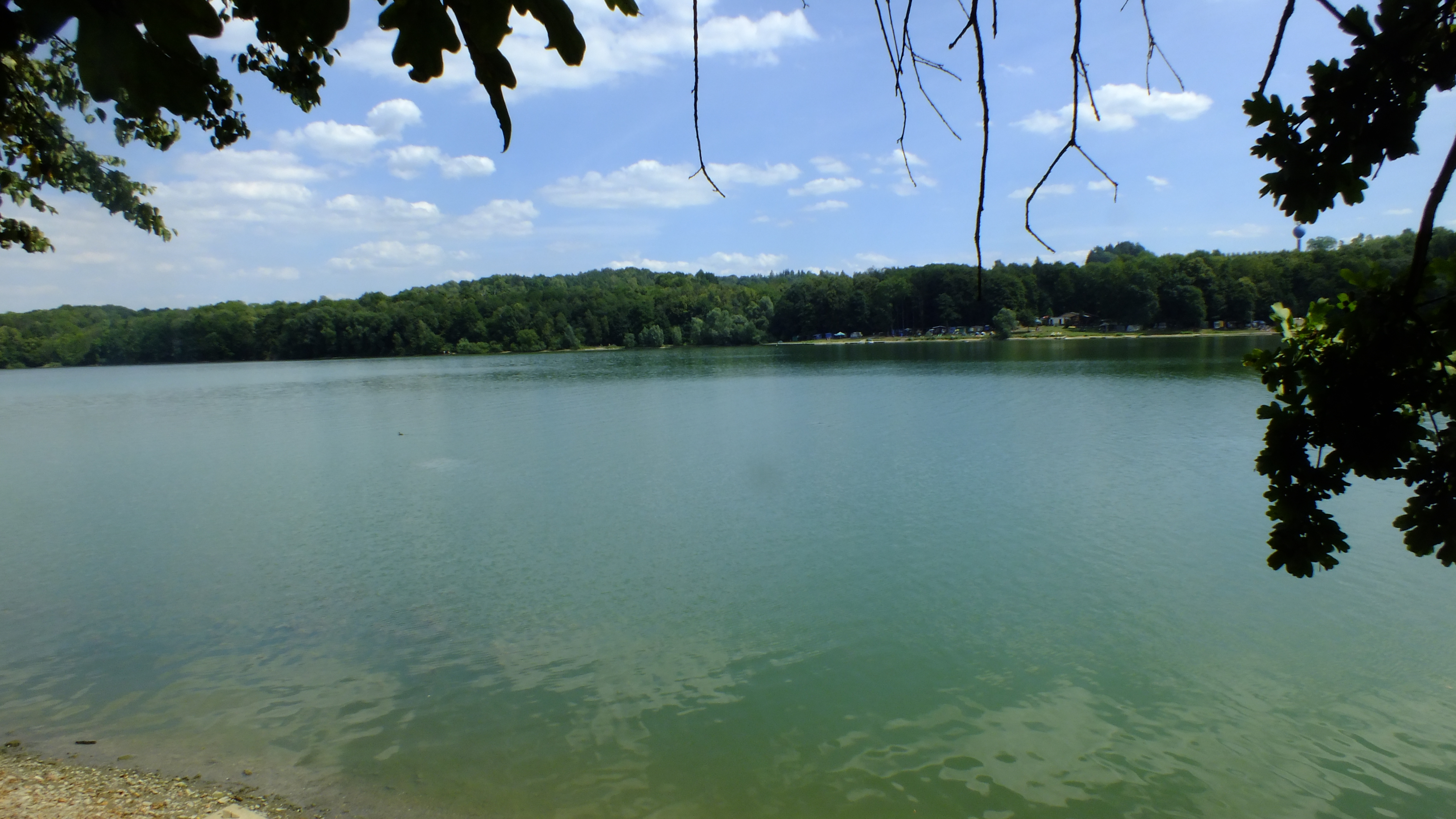
Přehradní jezero
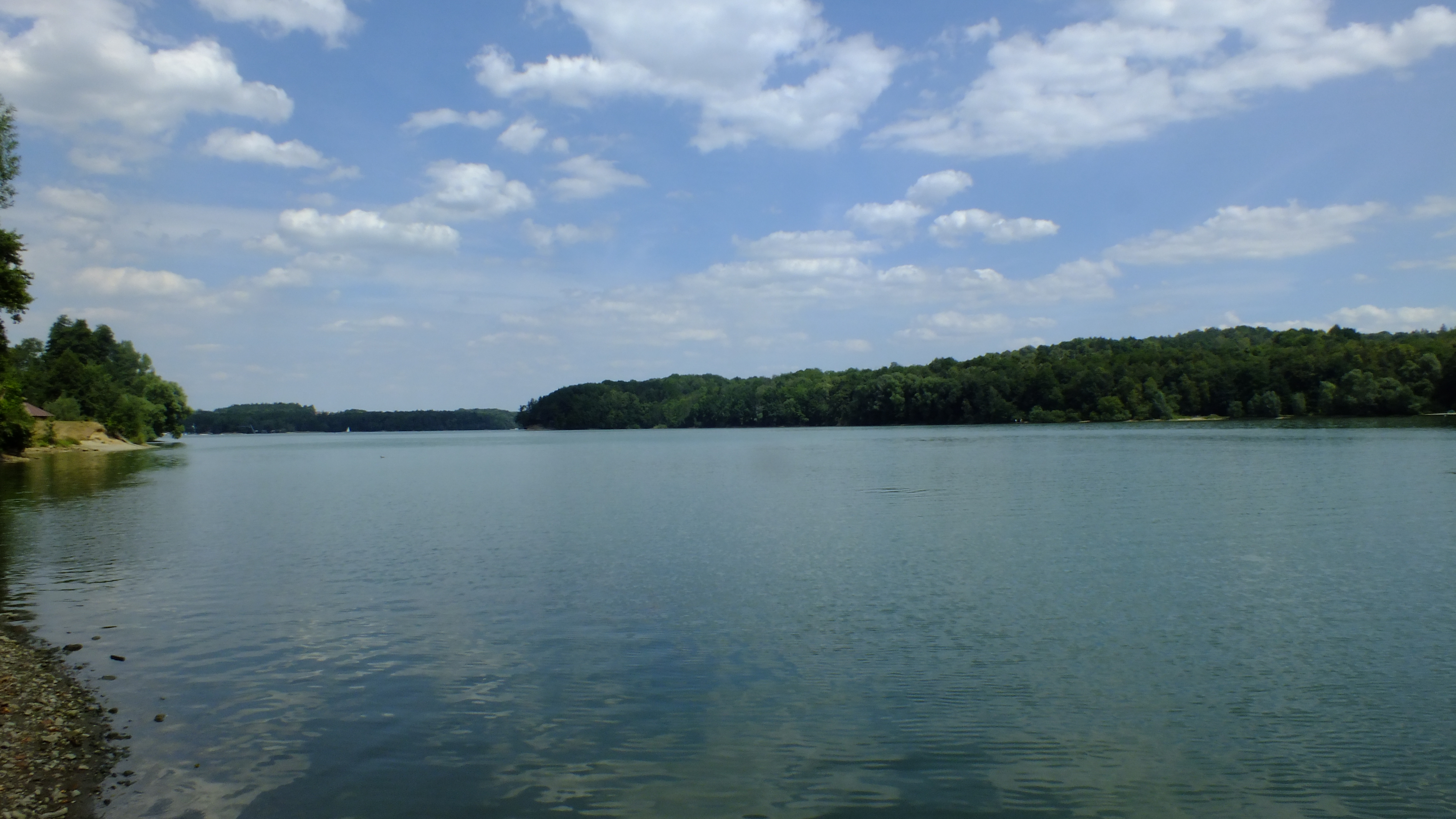
Pohled na přehradní jezero směrem k hrázi